# Дикин, Кэтрин
Кэтрин Сара Дикин (англ. Catherine Sarah Deakin, 1850, Аделаида, Южная Австралия, Британская империя — 3 ноября 1937, Фитцрой, Мельбурн, Виктория, Австралия) — австралийская пианистка и музыкальный педагог. Сестра премьер-министра Австралии Альфреда Дикина.

## Биография
Кэтрин родилась в 1850 году в Аделаиде. Она была единственной дочерью в семье Уильяма и Сары Дикин. В 1851 году, в возрасте одного года семья переехала в Мельбурн, колония Виктория. 5 лет спустя в семье родился её младший брат Альфред. Своё начальное образование Кэти получила в школе мисс Томссон в Фитцрое, а после того, как её брат повзрослел, они вместе обучались в школе в другом пригороде Мельбурна, Южной Ярре.
По окончании начального образования Кэтрин поступила в только что открывшийся Пресвитерианский женский колледж в Восточном Мельбурне, ещё одном пригороде столицы колонии Великобритании. Она обучалась у профессора Пирсона. Колледж Кэтти окончила с отличием, после чего устроилась в него же преподавателем музыки по классу пианино. В частном порядке она также обучала троих дочерей своего брата — Айви, Веру и Стеллу. Она имела также сертификат по классу фортепиано и даже рассматривала карьеру профессиональной пианистки, однако не сложилось. Её отговорила подруга Ада Грашем из-за её застенчивого темперамента.
Кэтрин скончалась 13 ноября 1937 года в доме своих родителей в Фитцрой, пригороде Мельбурна. Похоронена вместе с семьёй на Кладбище Сент-Килда.

## Взаимоотношения с другими членами семьи
Кэтрин сама никогда не была замужем. Всё свободное время она уделяла семье своего брата. Но отношения с каждым из членом семьи были различные.
Альфред до конца своих дней любил сестру. Хоть он и жил со своей женой и детьми отдельно, а забирать их с учёбы часто не мог, но с сестрой и родителями виделся каждое воскресенье, бывая у них в гостях, а позже она и вовсе почти жила у него. Также оба они были достаточно верующими людьми (в частности Альфред писал, что нашёл в Боге себя), оба поддерживали уголовный процесс против английского издателя Генри Визителли, который был осуждён за грубую непристойность на двух процессах в Британии. Альфред помимо этого, при одобрении Кэтти использовал своё влияние на таможню, чтобы не допустить появления в стране книг с таким характером.

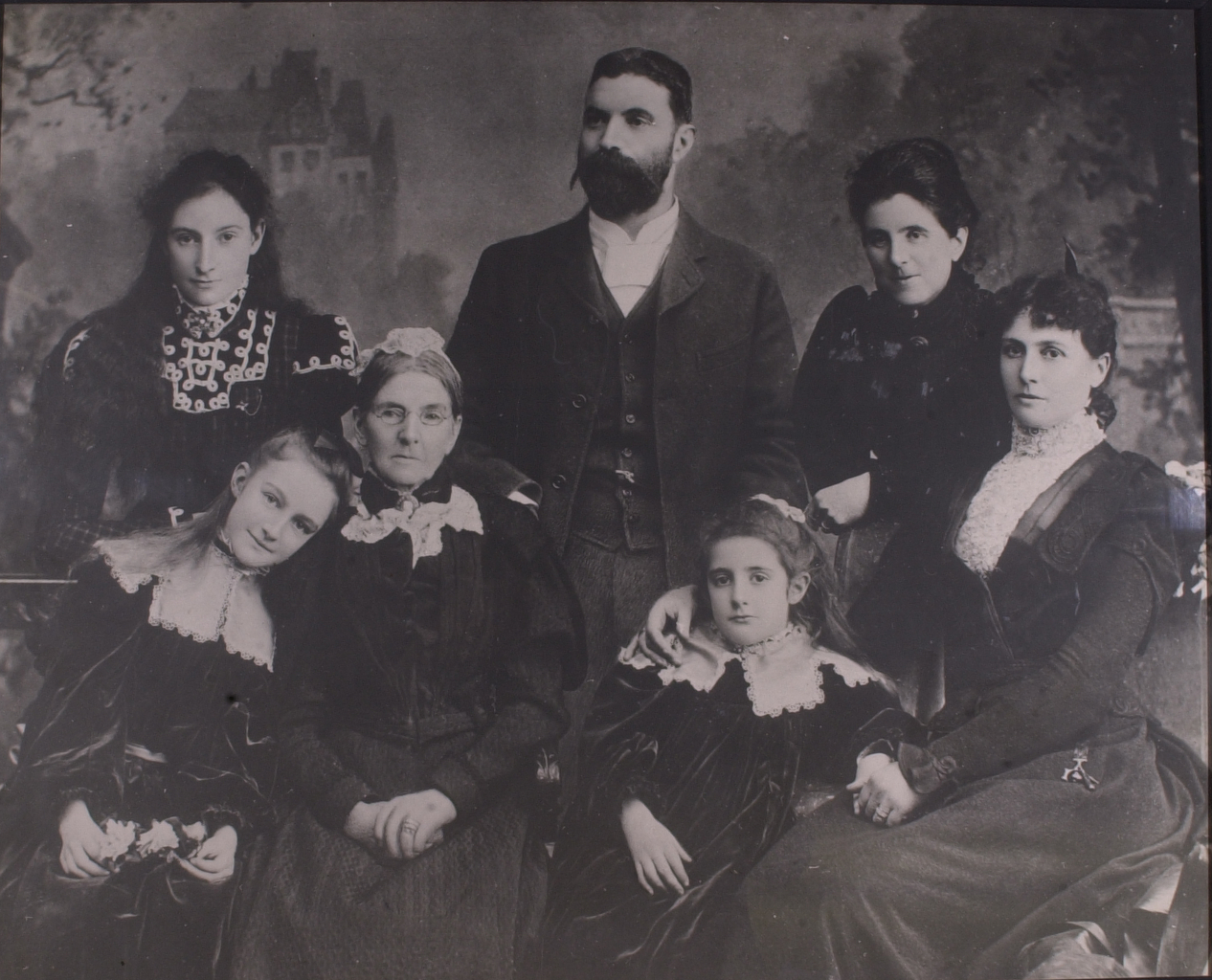
Слева-направо: верхний ряд — Стелла, Альфред, Кэтрин; нижний ряд — Айви, Сара (мать Альфреда и Кэтрин), Вера, Пэтти

С Пэтти же, женой Альфреда, у неё сначала отношения складывались весьма неплохо, но после стали неприятственными друг к другу. Напряжение между ними начало расти ещё когда Альфред бывал в гостях, ибо женщины нередко с пренебрежением относились друг к другу. Пэтти из-за того, что последняя жила с родителями, и не могла найти семью (а Кэтрин пишет в дневниках, что она могла бы найти мужа при желании, но была убеждённой холостячкой), а Кэтти из-за того, что считала Пэтти женщиной не самого высокого ума. Также, в отличие от невестки и брата, Кэтрин не находила ничего интересного в спиритуализме и экспериментах в общении с духами, чем досаждала верующей в это Элизабет. Также, когда родилась Стелла Кэтрин было уже 35, а когда родилась Вера — 33, и, несмотря на нежелание выходить замуж, женщина всё же с удовольствием сидела с племянницами, дом Альфреда стал её вторым домом, что также раздражало Пэтти. Альфред постоянно был вынужден балансировать между ними, ибо дамы часто ссорились, но тем не менее чаще всего он становился именно на сторону Элизабет, считая, что сестра всё же второстепенна, что заставляло её грустить.
С дочерьми Альфреда у Пэтти сложились максимально доверительные отношения. Де-факто они были заложниками консервативного и несколько чёрствого характера своего отца и были вынуждены находиться на домашнем обучении. Также они занимались теннисом и танцами под пианино, во втором случае аккомпанировала им именно Кэтрин. Альфред писал в своих дневниках, что Пэтти не разделяла его желания, однако мужчина был жёстким сторонником патриархата и желал удержать девочек от опасного мира.

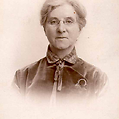
Фотография в старости

Отношения в целом постоянно, как она пишет, балансировали на грани между холодом и полным отречением и теплотой и взаимностью. В 1891 она путешествовала по Новой Зеландии, а по возвращении даже не была приглашена на ужин и долгое время не виделась с родственниками. В то же время она сопровождала в 1909 году Веру и Стеллу в Берлин и Будапешт, а в 1913 долгое время находилось с последней в Лондоне. Она подавала надежды как хорошая виолончелистка и оперная певица, поэтому долгое время проводила с тётей, но всё же выбрала карьеру военного, направившись в Египет, где шла Первая мировая война. Кэтрин способствовало её направлением, ибо видела, что девушка хочет туда попасть всеми силами.

## Личность
Кэтрин получила превосходное образование, увлекалась английской классической литературой и могла часами напролёт обсуждать книги с братом. Семьи не имела и не хотела иметь в принципе. Она была маленького роста, около 170 см, а также застенчивой, временами неуклюжей.

## Первоисточники
Deakin Catherine. Papers of Catherine Deakin. — Fitzroy: National Library of Australia, 1944.